# Saoi O'Connor
Saoi O'Connor (2003) es un activista climático irlandés no binario, que comenzó la huelga de Fridays for Future en Cork, Irlanda, en enero de 2019.

## Activismo climático
Saoi O'Connor inició la huelga de Fridays for Future en la ciudad de Cork el 11 de enero de 2019 frente al edificio del ayuntamiento de Cork con un cartel que decía "El emperador no tiene ropa". O'Connor hizo su primera aparición en los medios a los 3 años como parte de una campaña de comercio justo durante el Día de San Patricio. O'Connor dejó la educación general en la Escuela Comunitaria Skibbereen para comenzar la educación en el hogar y permitirles hacer campaña a tiempo completo. En febrero de 2019, O'Connor viajó al Parlamento Europeo en Estrasburgo para unirse a otros activistas en los debates sobre el clima.
O'Connor fue uno de los 157 delegados a la Asamblea de Jóvenes sobre el Clima de RTÉ de 2019 y asistió a la Conferencia de las Naciones Unidas sobre el Cambio Climático en Madrid el mismo año. En diciembre de 2019, O'Connor recibió el premio a la Persona Destacada en la ceremonia de entrega de premios del Foro Ambiental de Cork. Durante la ceremonia, comentaron lo poco que había cambiado con respecto a la política de cambio climático desde que comenzaron su huelga climática. El grupo Fridays for Future Cork, del que O'Connor es miembro, también recibió un reconocimiento del Foro.
Debido a la pandemia de COVID-19, las huelgas escolares en persona se suspendieron a principios de 2020, pero O'Connor las reanudó en julio de 2020. En diciembre de 2020, O'Connor formó parte de un grupo global de 9 mujeres y activistas de género no binario que publicó una carta a los líderes mundiales en Thomson Reuters Foundation News, titulada "Dado que el Acuerdo de París sobre el Cambio Climático marca cinco años, se necesita ahora una acción urgente sobre las amenazas climáticas". El grupo internacional incluyó a Mitzi Jonelle Tan, Belyndar Rikimani, Leonie Bremer, Laura Muñoz, Fatou Jeng, Disha Ravi, Hilda Flavia Nakabuye y Sofía Hernández Salazar.
O'Connor escribió un artículo para The Irish Times en enero de 2021 en el que reflexionaba sobre las dificultades de prepararse para los exámenes de Leaving Certificate durante la pandemia. O'Connor fue uno de los colaboradores de una antología, Empty House, coeditada por Alice Kinsella y Nessa O'Mahony e incluyó contribuciones de Rick O'Shea y Paula Meehan. Para el Día de la Tierra 2021, O'Connor fue uno de los organizadores del evento virtual Fridays for Future Ireland, que pidió al Ministro de Acción Climática Eamon Ryan que tomara más medidas inmediatas sobre el cambio climático.